# Liste des évêques de Boise
La liste des évêques de Boise recense les noms des évêques qui se sont succédé sur le siège épiscopal de Boise dans le Montana aux États-Unis depuis la création du vicariat apostolique de l'Idaho et du Montana le 3 mars 1868, par détachement de l'archidiocèse d'Oregon City (aujourd'hui archidiocèse de Portland. Le vicariat change de dénomination le 5 mars 1883 pour devenir le vicariat apostolique de l'Idaho. Enfin, le 25 août 1893, il est érigé en diocèse de Boise (Dioecesis Xylopolitana).

## Vicaires apostoliques
|   | Nom                      | Début           | Fin             | Titre                                         |
| 1 | Louis Aloysius Lootens   | 3 mars 1868     | 16 juillet 1876 | Vicaire apostolique de l'Idaho et du Montana. |
|   | siège vacant             | 16 juillet 1876 | 27 février 1885 |                                               |
| 2 | Alphonse Joseph Glorieux | 27 février 1885 | 25 août 1893    | Vicaire apostolique de l'Idaho.               |

## Évêques
|   | Nom                            | Début                     | Fin             | Notes                                |
| 1 | Alphonse Joseph Glorieux       | 25 août 1893              | † 25 août 1917  | Promu évêque de Boise City.          |
| 2 | Daniel Mary Gorman (en)        | 1er mai 1918              | † 9 juin 1927   |                                      |
| 3 | Edward Joseph Kelly (en)       | 16 décembre 1927          | † 21 avril 1956 |                                      |
| 4 | James Joseph Byrne (en)        | 16 juin 1956              | 7 mars 1962     |                                      |
| 5 | Sylvester William Treinen (en) | 23 mai 1962               | 17 août 1988    |                                      |
| 6 | Tod Brown (en)                 | 27 décembre 1988          | 30 juin 1998    |                                      |
| 7 | Michael Patrick Driscoll (en)  | 18 janvier 1999           | 4 novembre 2014 |                                      |
| 8 | Peter Forsyth Christensen (en) | depuis le 4 novembre 2014 |                 | Précédemment évêque de Superior (en) |

## Source
- La fiche du diocèse, sur Catholic-Hierarchy